# Liste der Bodendenkmäler in Langweid am Lech
Auf dieser Seite sind die Bodendenkmäler in der schwäbischen Gemeinde Langweid am Lech zusammengestellt. Diese Tabelle ist eine Teilliste der Liste der Bodendenkmäler in Bayern. Grundlage ist die Bayerische Denkmalliste, die auf Basis des Bayerischen Denkmalschutzgesetzes vom 1. Oktober 1973 erstmals erstellt wurde und seither durch das Bayerische Landesamt für Denkmalpflege geführt wird. Die folgenden Angaben ersetzen nicht die rechtsverbindliche Auskunft der Denkmalschutzbehörde.

## Bodendenkmäler der Gemeinde Langweid am Lech

### Bodendenkmäler in der Gemarkung Achsheim
| Lage                | Objekt | Akten-Nr.     | Bild |
| ------------------- | --- | ------------- | ---- |
| Achsheim (Standort) | Trichtergruben vor- und frühgeschichtlicher oder mittelalterlicher Zeitstellung.                                                                    | D-7-7430-0280 |      |
| Achsheim (Standort) | Burgstall des Mittelalters. | D-7-7530-0011 |      |
| Achsheim (Standort) | Burgstall des Mittelalters. | D-7-7530-0012 |      |
| Achsheim (Standort) | Schürfgruben vor- und frühgeschichtlicher Zeitstellung.                                                                                             | D-7-7530-0013 |      |
| Achsheim (Standort) | Grabhügel vorgeschichtlicher Zeitstellung. | D-7-7530-0014 |      |
| Achsheim (Standort) | Grabhügel vorgeschichtlicher Zeitstellung. | D-7-7530-0015 |      |
| Achsheim (Standort) | Körpergräber des frühen Mittelalters. | D-7-7530-0016 |      |
| Achsheim (Standort) | Siedlung der römischen Kaiserzeit. | D-7-7530-0017 |      |
| Achsheim (Standort) | Mittelalterliche und frühneuzeitliche Befunde im Bereich der Katholischen Pfarrkirche St. Peter und Paul in Achsheim.                               | D-7-7530-0018 |      |
| Achsheim (Standort) | Mittelalterliche und neuzeitliche Befunde im Bereich der Katholischen Kapelle zur Schmerzhaften Muttergottes in Eggelhof und ihrer Vorgängerbauten. | D-7-7530-0019 |      |
| Achsheim (Standort) | Siedlung vorgeschichtlicher Zeitstellung, Straße der römischen Kaiserzeit.                                                                          | D-7-7530-0102 |      |
| Achsheim (Standort) | Siedlung des frühen Mittelalters. | D-7-7530-0103 |      |
| Achsheim (Standort) | Erzschürfgruben vor- und frühgeschichtlicher Zeitstellung.                                                                                          | D-7-7530-0113 |      |
| Achsheim (Standort) | Siedlung der Urnenfelderzeit, der römischen Kaiserzeit und des Frühmittelalters; Körpergräber vor- und frühgeschichtlicher Zeitstellung.            | D-7-7531-0092 |      |
| Achsheim (Standort) | Siedlung vorgeschichtlicher Zeitstellung. | D-7-7531-0094 |      |
| Achsheim (Standort) | Siedlung der römischen Kaiserzeit und des Mittelalters.                                                                                             | D-7-7531-0143 |      |
| Achsheim (Standort) | Straßentrasse mittelalterlicher und frühneuzeitlicher Zeitstellung.                                                                                 | D-7-7531-0263 |      |

### Bodendenkmäler in der Gemarkung Gablingen
| Lage                 | Objekt                                    | Akten-Nr.     | Bild |
| -------------------- | ----------------------------------------- | ------------- | ---- |
| Gablingen (Standort) | Siedlung vorgeschichtlicher Zeitstellung. | D-7-7531-0134 |      |

### Bodendenkmäler in der Gemarkung Langweid a.Lech
| Lage                       | Objekt | Akten-Nr.     | Bild |
| -------------------------- | --- | ------------- | ---- |
| Langweid a.Lech (Standort) | Straßentrasse vor- und frühgeschichtlicher Zeitstellung.                                                             | D-7-7431-0060 |      |
| Langweid a.Lech (Standort) | Wallanlage vor- und frühgeschichtlicher Zeitstellung.                                                                | D-7-7431-0116 |      |
| Langweid a.Lech (Standort) | Körpergräber des frühen Mittelalters.                                                                                | D-7-7531-0088 |      |
| Langweid a.Lech (Standort) | Körpergräber vor- und frühgeschichtlicher Zeitstellung.                                                              | D-7-7531-0089 |      |
| Langweid a.Lech (Standort) | Wallanlage vor- und frühgeschichtlicher Zeitstellung und Siedlung der römischen Kaiserzeit.                          | D-7-7531-0090 |      |
| Langweid a.Lech (Standort) | Körper- und Brandgräber der römischen Kaiserzeit.                                                                    | D-7-7531-0091 |      |
| Langweid a.Lech (Standort) | Bergbau vor- und frühgeschichtlicher Zeitstellung.                                                                   | D-7-7531-0108 |      |
| Langweid a.Lech (Standort) | Grabhügel vorgeschichtlicher Zeitstellung.                                                                           | D-7-7531-0109 |      |
| Langweid a.Lech (Standort) | Bestattungen des Frühmittelalters.                                                                                   | D-7-7531-0245 |      |
| Langweid a.Lech (Standort) | Straßentrasse frühgeschichtlicher Zeitstellung.                                                                      | D-7-7531-0261 |      |
| Langweid a.Lech (Standort) | Siedlung der römischen Kaiserzeit und Gräber des frühen Mittelalters.                                                | D-7-7531-0283 |      |
| Langweid a.Lech (Standort) | Mittelalterliche und frühneuzeitliche Befunde im Bereich der Katholischen Pfarrkirche St. Vitus in Langweid a. Lech. | D-7-7531-0285 |      |
| Langweid a.Lech (Standort) | Grabhügel vorgeschichtlicher Zeitstellung.                                                                           | D-7-7531-0296 |      |

### Bodendenkmäler in der Gemarkung Stettenhofen
| Lage                    | Objekt                           | Akten-Nr.     | Bild |
| ----------------------- | -------------------------------- | ------------- | ---- |
| Stettenhofen (Standort) | Gräber der römischen Kaiserzeit. | D-7-7531-0106 |      |
| Stettenhofen (Standort) | Brandgräber der Urnenfelderzeit. | D-7-7531-0238 |      |